# Línea 495 (Interurbanos Madrid)
La línea 495 de la red de autobuses interurbanos de Madrid une el intercambiador de Príncipe Pío (Madrid) con Arroyomolinos y Moraleja de Enmedio.

## Características
Esta línea fue creada con el fin de que los municipios citados tuviesen una conexión directa con Madrid.
La línea no mantiene los mismos horarios todo el año, desde el 16 de julio al 31 de agosto se reducen el número de expediciones los días laborables entre semana (sábados laborables, domingos y festivos tienen los mismos horarios todo el año), además de los días excepcionales vísperas de festivo y festivos de Navidad en los que los horarios también cambian y se reducen.
Está operada por la empresa Martín mediante la concesión administrativa VCM-404 - Madrid – Leganés – Fuenlabrada (Viajeros Comunidad de Madrid) del Consorcio Regional de Transportes de Madrid.
Desde el miércoles 15 de enero de 2025, la línea se vio modificada como consecuencia del soterramiento del Paseo de Extremadura, acortando su recorrido hasta Cuatro Vientos, donde los autobuses del corredor 5 tendrán su cabecera provisional mientras duren las obras.

## Horarios
| Lunes a viernes laborables (1 sept. - 15 julio)   |             |          |             |          |       |       |       |             |             |             |             |          |       |       |       |       |       |
| 6                                                 | 7           | 8        | 9           | 10       | 11    | 12    | 13    | 14          | 15          | 16          | 17          | 18       | 19    | 20    | 21    | 22    | 23    |
| 55                                                | 10 15 30 45 | 05 25 40 | 00 20 30 45 | 00 30 45 | 00 30 | 00 30 | 00 30 | 00 15 30 45 | 00 15 30 45 | 00 15 30 45 | 00 15 30 45 | 00 20 40 | 00 30 | 00 30 | 00 30 | 00 30 | 00 30 |
| Lunes a viernes laborables (16 julio - 31 agosto) |             |          |             |          |       |       |       |             |             |             |             |          |       |       |       |       |       |
| 6                                                 | 7           | 8        | 9           | 10       | 11    | 12    | 13    | 14          | 15          | 16          | 17          | 18       | 19    | 20    | 21    | 22    | 23    |
| 55                                                | 30          | 00 30    | 00 30       | 00 30    | 00 30 | 00 30 | 00 30 | 00 30       | 00 15 30 45 | 00 30       | 00 30       | 00 30    | 00 30 | 00 30 | 15    | 00 45 | 30    |
| Sábados laborables                                |             |          |             |          |       |       |       |             |             |             |             |          |       |       |       |       |       |
| 6                                                 | 7           | 8        | 9           | 10       | 11    | 12    | 13    | 14          | 15          | 16          | 17          | 18       | 19    | 20    | 21    | 22    | 23    |
|                                                   | 00 40       | 20       | 00 40       | 20       | 00 40 | 20    | 00 40 | 20          | 00 40       | 20          | 00 40       | 20       | 00 40 | 20    | 20    | 30    | 30    |
| Domingos y festivos                               |             |          |             |          |       |       |       |             |             |             |             |          |       |       |       |       |       |
| 6                                                 | 7           | 8        | 9           | 10       | 11    | 12    | 13    | 14          | 15          | 16          | 17          | 18       | 19    | 20    | 21    | 22    | 23    |
|                                                   |             |          | 00 40       | 20       | 00 40 | 20    | 00 40 | 20          | 00 40       | 20          | 00 40       | 20       | 00 40 | 20    | 20    | 30    | 30    |
| *Hasta calle Alicante (Arroyomolinos).            |             |          |             |          |       |       |       |             |             |             |             |          |       |       |       |       |       |

| Lunes a viernes laborables (1 sept. - 15 julio)         |                |          |          |       |       |       |          |          |          |          |       |       |       |       |       |       |
| 6                                                       | 7              | 8        | 9        | 10    | 11    | 12    | 13       | 14       | 15       | 16       | 17    | 18    | 19    | 20    | 21    | 22    |
| 00 08 24 32 48 56 57                                    | 09 20 30 41 53 | 05 38 45 | 08 30 45 | 08 30 | 08 30 | 08 30 | 08 20 48 | 00 28 40 | 08 20 40 | 00 23 30 | 08 30 | 08 30 | 08 30 | 08 30 | 08 30 | 08 30 |
| Lunes a viernes laborables (16 julio - 31 agosto)       |                |          |          |       |       |       |          |          |          |          |       |       |       |       |       |       |
| 6                                                       | 7              | 8        | 9        | 10    | 11    | 12    | 13       | 14       | 15       | 16       | 17    | 18    | 19    | 20    | 21    | 22    |
| 00 15 30 45                                             | 00 38          | 00 38    | 00 38    | 00 38 | 00 38 | 00 38 | 00 38    | 00 30    | 00 30    | 00 38    | 00 38 | 00 38 | 00 38 | 15    | 08 45 | 38    |
| Sábados laborables                                      |                |          |          |       |       |       |          |          |          |          |       |       |       |       |       |       |
| 6                                                       | 7              | 8        | 9        | 10    | 11    | 12    | 13       | 14       | 15       | 16       | 17    | 18    | 19    | 20    | 21    | 22    |
| 00 48                                                   | 20             | 08 40    | 28       | 00 48 | 20    | 08 40 | 28       | 00 40    | 20       | 08 40    | 28    | 00 48 | 20    | 18    | 00    | 08    |
| Domingos y festivos                                     |                |          |          |       |       |       |          |          |          |          |       |       |       |       |       |       |
| 6                                                       | 7              | 8        | 9        | 10    | 11    | 12    | 13       | 14       | 15       | 16       | 17    | 18    | 19    | 20    | 21    | 22    |
|                                                         |                | 08 40    | 28       | 00 48 | 20    | 08 40 | 28       | 00 40    | 20       | 08 40    | 28    | 00 48 | 20    | 18    | 00    | 08    |
| *Desde calle Alicante (Arroyomolinos). **Por Zarzalejo. |                |          |          |       |       |       |          |          |          |          |       |       |       |       |       |       |

## Recorrido y paradas
NOTA: Debido a las obras de soterramiento de la autovía A-5, las paradas sombreadas en rojo se encuentran fuera de servicio, desde el 15 de enero de 2025 hasta fin de obras.

### Sentido Arroyomolinos - Moraleja de Enmedio
| Código                                                                               | Parada                                     | Común con                                                                                         | Conexiones con Metro y Cercanías | Municipio           | Zona |
| ------------------------------------------------------------------------------------ | ------------------------------------------ | ------------------------------------------------------------------------------------------------- | -------------------------------- | ------------------- | ---- |
| 17051                                                                                | Intercambiador de Príncipe Pío (dársena 7) |                                                                                                   | Príncipe Pío                     | Madrid              |      |
| 892                                                                                  | Campamento                                 | 36 39 511 512 513 514 516 518 521 522 523 524 525 528 534 538 539 541 545 546 547 548 551 573 581 | Campamento                       | Madrid              |      |
| 50054                                                                                | P.º Extremadura - Cuatro Vientos           | 511 512 513 514 516 517 518 521 522 523 524 525 528 534 538 539 551 560 581                       | Cuatro Vientos                   | Madrid              |      |
| 16223                                                                                | Herreros - Forjadores                      | 498 499                                                                                           |                                  | Arroyomolinos       |      |
| 16221                                                                                | Carpinteros - Fresadores                   | 498 499                                                                                           |                                  | Arroyomolinos       |      |
| 19293                                                                                | Av. Unión Europea - Santander              | 498 499                                                                                           |                                  | Arroyomolinos       |      |
| 16219                                                                                | Av. Unión Europea - Ribadeo                | 498 499                                                                                           |                                  | Arroyomolinos       |      |
| 16217                                                                                | Av. Unión Europea - Noruega                | 498 499 1B                                                                                        |                                  | Arroyomolinos       |      |
| 17540                                                                                | Av. Unión Europea - Línea de la Concepción | 498 499                                                                                           |                                  | Arroyomolinos       |      |
| 16215                                                                                | Av. Unión Europea - Torrevieja             | 498 1B                                                                                            |                                  | Arroyomolinos       |      |
| 17546                                                                                | Av. Unión Europea - Bélgica                | 498 499                                                                                           |                                  | Arroyomolinos       |      |
| 11250                                                                                | Ctra. Fuenlabrada - Serranillos            | 498                                                                                               |                                  | Arroyomolinos       |      |
| 17229                                                                                | Ctra. Fuenlabrada - Urb. El Castillo       | 498                                                                                               |                                  | Arroyomolinos       |      |
| 10505                                                                                | Ctra. Fuenlabrada - Urb. La Rinconada      | 498                                                                                               |                                  | Arroyomolinos       |      |
| Las expediciones con cabecera en Arroyomolinos realizan las siguientes paradas       |                                            |                                                                                                   |                                  |                     |      |
| 17529                                                                                | Av. Mediterráneo - Benicarló               | 498 1B                                                                                            |                                  | Arroyomolinos       |      |
| 18570                                                                                | Alicante - Av. Mediterráneo                | 498 1B                                                                                            |                                  | Arroyomolinos       |      |
| 18572                                                                                | Alicante - Castellón de la Plana           | 498 1B                                                                                            |                                  | Arroyomolinos       |      |
| 18573                                                                                | Alicante - Barcelona                       | 1A 1B                                                                                             |                                  | Arroyomolinos       |      |
| Las expediciones que continúan a Moraleja de Enmedio realizan las siguientes paradas |                                            |                                                                                                   |                                  |                     |      |
| 10507                                                                                | Ctra. M413 - Granja Bovina                 | 496 498                                                                                           |                                  | Moraleja de Enmedio |      |
| 10509                                                                                | Ctra. M413 - Finca Los Coroneles           | 496 498                                                                                           |                                  | Moraleja de Enmedio |      |
| 10511                                                                                | Ctra. M413 - Cerámica                      | 496 498                                                                                           |                                  | Moraleja de Enmedio |      |
| 10512                                                                                | Ctra. M413 - Parque Primero de Mayo        | 496 497 498                                                                                       |                                  | Moraleja de Enmedio |      |
| 09041                                                                                | Av. Arroyomolinos - San Isidro Labrador    | 496 498                                                                                           |                                  | Moraleja de Enmedio |      |
| 09320                                                                                | Av. Fuenlabrada - Humanes                  | 496 498                                                                                           |                                  | Moraleja de Enmedio |      |
| 09318                                                                                | Caléndula - Urb. Los Salmueros             | 496 498                                                                                           |                                  | Moraleja de Enmedio |      |
| 12050                                                                                | Av. Fuenlabrada - Urb. Los Olivos          | 496 498                                                                                           |                                  | Moraleja de Enmedio |      |

### Sentido Madrid (Príncipe Pío)
| Código                                                                               | Parada                                     | Común con                                                                                  | Conexiones con Metro y Cercanías | Municipio           | Zona |
| ------------------------------------------------------------------------------------ | ------------------------------------------ | ------------------------------------------------------------------------------------------ | -------------------------------- | ------------------- | ---- |
| Las expediciones que proceden de Moraleja de Enmedio realizan las siguientes paradas |                                            |                                                                                            |                                  |                     |      |
| 12055                                                                                | Av. Fuenlabrada - Urb. Las Villas          | 496 498                                                                                    |                                  | Moraleja de Enmedio |      |
| 09317                                                                                | Av. Fuenlabrada - Urb. Los Salmueros       | 496 498                                                                                    |                                  | Moraleja de Enmedio |      |
| 09319                                                                                | Av. Fuenlabrada - Humanes                  | 496 498                                                                                    |                                  | Moraleja de Enmedio |      |
| 08168                                                                                | Pza. de la Constitución - Av. Fuenlabrada  | 496 498                                                                                    |                                  | Moraleja de Enmedio |      |
| 10520                                                                                | Av. Arroyomolinos - El Carril              | 496 498                                                                                    |                                  | Moraleja de Enmedio |      |
| 08169                                                                                | Ctra. M413 - Parque Primero de Mayo        | 496 498                                                                                    |                                  | Moraleja de Enmedio |      |
| 10510                                                                                | Ctra. M413 - Cerámica                      | 496 498                                                                                    |                                  | Moraleja de Enmedio |      |
| 10508                                                                                | Ctra. M413 - Finca Los Coroneles           | 496 498                                                                                    |                                  | Moraleja de Enmedio |      |
| 10506                                                                                | Ctra. M413 - Granja Bovina                 | 496 498                                                                                    |                                  | Moraleja de Enmedio |      |
| Las expediciones que proceden de Arroyomolinos realizan las siguientes paradas       |                                            |                                                                                            |                                  |                     |      |
| 18573                                                                                | Alicante - Barcelona                       | 1A 1B                                                                                      |                                  | Arroyomolinos       |      |
| 18571                                                                                | Alicante - Tarragona                       | 498 1A                                                                                     |                                  | Arroyomolinos       |      |
| 18569                                                                                | Alicante - Av. Mediterráneo                | 498 1A                                                                                     |                                  | Arroyomolinos       |      |
| 18568                                                                                | Av. Mediterráneo - Valencia                | 498 1A                                                                                     |                                  | Arroyomolinos       |      |
| Las expediciones pasantes por Zarzalejo realizan todas las paradas anteriores        |                                            |                                                                                            |                                  |                     |      |
| Paradas del itinerario común                                                         |                                            |                                                                                            |                                  |                     |      |
| 10504                                                                                | Ctra. Fuenlabrada - Urb. La Rinconada      | 498                                                                                        |                                  | Arroyomolinos       |      |
| 16629                                                                                | Ctra. Fuenlabrada - Arroyo de Moraleja     | 499                                                                                        |                                  | Arroyomolinos       |      |
| 08171                                                                                | Ctra. Fuenlabrada - Serranillos            | 496 498 499 1B                                                                             |                                  | Arroyomolinos       |      |
| 17545                                                                                | Av. Unión Europea - Río Tajo               | 498 499                                                                                    |                                  | Arroyomolinos       |      |
| 16214                                                                                | Av. Unión Europea - Torrevieja             | 498 1A                                                                                     |                                  | Arroyomolinos       |      |
| 17539                                                                                | Av. Unión Europea - Línea de la Concepción | 498 499                                                                                    |                                  | Arroyomolinos       |      |
| 16216                                                                                | Av. Unión Europea - El Ferrol              | 498 499 1A                                                                                 |                                  | Arroyomolinos       |      |
| 16218                                                                                | Av. Unión Europea - Avilés                 | 498 499                                                                                    |                                  | Arroyomolinos       |      |
| 19294                                                                                | Av. Unión Europea - Santander              | 498 499                                                                                    |                                  | Arroyomolinos       |      |
| 16220                                                                                | Carpinteros - Fresadores                   | 498 499                                                                                    |                                  | Arroyomolinos       |      |
| 16222                                                                                | Herreros - Forjadores                      | 498 499                                                                                    |                                  | Arroyomolinos       |      |
| 08464                                                                                | P.º Extremadura - Cuatro Vientos           | 511 512 513 514 516 517 518 521 522 523 524 525 528 534 538 539 551 560 581                | Cuatro Vientos                   | Madrid              |      |
| 893                                                                                  | Campamento                                 | 39 511 512 513 514 516 518 521 522 523 524 525 528 534 538 539 541 545 546 547 548 551 581 | Campamento                       | Madrid              |      |
| 17051                                                                                | Intercambiador de Príncipe Pío (dársena 7) |                                                                                            | Príncipe Pío                     | Madrid              |      |